# Codonorchis
Codonorchis es un género de orquídeas perteneciente a la subfamilia Orchidoideae dentro de la familia Orchidaceae. Es el único miembro de la tribu Codonorchideae.
Es el único género de la tribu Codonorchideae.  Compuesto por dos especies, se encuentran, una en el sur de los Andes, y otra en el estado de Paraná, por lo general en las zonas montañosas de frío en baja altitud.
El género Codonorchis fue publicado por John Lindley en The Genera and Species of Orchidaceous Plants 410. en 1840.  La especie tipo es Codonorchis lessonii (D'Urv). Lindl., originalmente Epipactis lessonii D'Urv.. El nombre del género viene del griego kodon, campana, y orchis, un género de orquídeas con las que se parece, es una referencia a alguna forma de apéndice en los labios de sus flores.
Son plantas terrestres, mostrando períodos de latencia, con su única raíz tuberosa más o menos resistente a las sequías prolongadas y al frío extremo.Presenta pseudotallo herbáceo con pequeñas rosetas de hojas con hasta cuatro nodos en el tercio inferior de los tallos.
El género se caracteriza principalmente por presentar una sola flor, con un amplio labio que es más o menos trilobado, acuminado, y que presenta cerdas o papilas califormes glandulíferas sobre la superficie interna. 

## Especies
| - Codonorchis canisioi Mansf. (1936) - Codonorchis lessonii (d'Urv.) Lindl. (1840), "palomita" |